# Мешко (Гнезно)
Міський спортивний клуб «Мешко» Гнезно (пол. Miejski Klub Sportowy Mieszko Gniezno) — польський футбольний клуб з Гнезно, заснований у 1974 році. Виступає у Третій лізі. Домашні матчі приймає на Міському стадіоні, місткістю 3 382 глядачів.

## Досягнення
- Кубок Польщі
  - Чвертьфіналіст (1): 1989/1990.